# Општина Зубин Поток
Општина Зубин Поток је најзападнија од три општине са већинским српским становништвом на северу Косова и Метохије. Површина јој је 335 km² и обухвата 64 села, од којих су нека далеко у планини и тешко приступачна зими. Број катастарских општина је 28, а проценат пољопривредне површине је 30,3. Река Ибар протиче средином општине од запада ка истоку, и на њој се налази и вештачко језеро Газиводе, дуго 35 километара. Ова општина је формирана 1987. године издвајањем насеља из тадашње општине Титова Митровица (Сл. лист САП Косова; 09/87), мада је та општина постојала све до 1965. године у данашњим границама, када је укинута и припојена општини Косовска Митровица.

## Религија
Преко 90% становништва је Српске православне вере. Религиозна осећања су јака јер вера држи на окупу заједницу Колашинаца. Главно религијско место је манастир Дубоки Поток. Део становништва је муслиманске вере у селу Чабра за које долази имам из суседног села Кошутова. У општини постоји 16 српских православних цркава, од којих су 6 из XIV и XV века. 
Списак храмова Српске православне цркве:
- Манастир Брњак, из 13. века у селу Брњак
- Храм Св. Лазара, из 14. века у селу Бање
- Храм Св. Недеље, из 13. века (уништен 1941) у селу Брњак
- Храм Св. Параскеве, из 15. века (обновљен у 17. веку) у селу Црепуља
- Манастир Дубоки Поток, из 14. века
- Храм у Јабуци, из 1455. године (обновљен 1777. године) у селу Јабука
- Храм Девице Марије, из 14. века, уништен у 16. веку, недавно обновљен, у селу Јагњеница
- 2 Православне цркве у Лучкој Реци, обе из 1762. године.
- Храм Јована Крститеља, из 14. века уништен у 17. веку, обновљен 1912. године у селу Горње Вараге
- Храм Св. Тројства, у граду Зубином Потоку (новоизграђен храм)
- Православна црква, из 1990. године у селу Зупче
- Православна црква Св. Јован Крститеља у селу Доње Вараге

## Демографија
Већину становништва у општини чине Срби, познати као Колашинци. Други велики етнос у општини чине Албанци и живе само у једном селу у општини Чабри. Ово село је повезано са осталим албанским местима магистралним путем који иде ка Косовској Митровици, мада део тог пута пролази кроз српско село Зупче.
Попис становништва на Косову и Метохији који је последњи обављен био је 1991. године, а и он није потпун због бојкота од стране Албанаца, па је број Албанаца процењен. Тада је у општини Зубин Поток званично пописано 8.479 становника од којих је 6.282 (74.1%) Срба и 2.079 (24.5%) Албанаца. Популација општине је процењена 1999. године на 12.000 становника. У бомбардовању Србије становништво албанског села Чабре је избегло, али се касније око 700 становника вратило. Сада је регистровано око 1.500 становника у том селу, међутим у тај број су урачуната и лица која не живе у селу већ су и даље настањени у Косовској Митровици. Око 3.000 интерно расељених лица који су већином Срби се доселило у општину после пролећа 1999. године. Већи број тог становништва живи у приватном смештају, али у општини постоје и три колективна смештаја у којима живи 220 избеглица од којих су неки и избеглице из Хрватске.
| Насеље          | 1948. | 1953.  | 1961.  | 1971. | 1981. | 1991. |
| --------------- | ----- | ------ | ------ | ----- | ----- | ----- |
| Бабиће          | 86    | 92     | 88     | 96    | 34    | 21    |
| Бабудовица      | 66    | 80     | 81     | 51    | 37    | 30    |
| Бања            | 102   | 166    | 197    | 177   | 124   | 85    |
| Бојновиће       | 33    | 59     | 65     | 59    | 28    | 24    |
| Брњак           | 531   | 560    | 550    | 472   | 272   | 207   |
| Бубе            | 191   | 209    | 226    | 190   | 109   | 68    |
| Бурлате         | 81    | 92     | 89     | 85    | 97    | 75    |
| Велика Калудра  | 117   | 135    | 151    | 85    | 66    | 38    |
| Вељи Брег       | 336   | 302    | 300    | 240   | 425   | 462   |
| Витаково        | 118   | 63     | 60     | 61    | 55    | 31    |
| Војмислиће      | 217   | 252    | 264    | 224   | 134   | 62    |
| Врба            | 74    | 73     | 67     | 41    | 28    | 55    |
| Вукојевиће      | 83    | 91     | 89     | 79    | 44    | 47    |
| Вукосављевиће   | 91    | 99     | 117    | 102   | 53    | 19    |
| Газиводе        | 112   | 119    | 111    | 99    | 136   | 142   |
| Горње Вараге    | 95    | 86     | 78     | 69    | 45    | 30    |
| Горњи Јасеновик | 81    | 93     | 86     | 99    | 71    | 55    |
| Горњи Стрмац    | 192   | 209    | 222    | 193   | 127   | 79    |
| Доброшевина     | 109   | 112    | 133    | 108   | 84    | 85    |
| Доње Вараге     | 271   | 282    | 293    | 274   | 312   | 267   |
| Доњи Јасеновик  | 258   | 260    | 253    | 197   | 300   | 378   |
| Драгалица       | 78    | 81     | 97     | 97    | 84    | 81    |
| Драиновиће      | 28    | 26     | 10     | 18    | 11    | 0     |
| Дрен            | 336   | 386    | 384    | 307   | 198   | 135   |
| Жареви          | 47    | 40     | 45     | 45    | 36    | 21    |
| Заграђе         | 23    | 27     | 26     | 25    | 28    | 16    |
| Загуље          | 105   | 118    | 125    | 90    | 54    | 42    |
| Зечевиће        | 87    | 132    | 134    | 112   | 57    | 35    |
| Зубин Поток     | 160   | 174    | 239    | 393   | 791   | 2.033 |
| Зупче           | 437   | 500    | 518    | 507   | 542   | 532   |
| Јабука          | 190   | 199    | 230    | 207   | 130   | 88    |
| Јагњеница       | 193   | 230    | 232    | 183   | 134   | 87    |
| Јунаке          | 135   | 152    | 117    | 86    | 26    | 17    |
| Кијевце         | 23    | 35     | 35     | 30    | 15    | 0     |
| Клечке          | 40    | 64     | 77     | 68    | 48    | 30    |
| Кобиља Глава    | 88    | 80     | 80     | 72    | 38    | 27    |
| Коваче          | 65    | 84     | 118    | 143   | 41    | 37    |
| Козарево        | 115   | 115    | 108    | 76    | 37    | 16    |
| Копиловиће      | ...   | ...    | ...    | ...   | ...   | 61    |
| Крлигате        | 142   | 140    | 121    | 75    | 33    | 11    |
| Леденик         | 27    | 32     | 34     | 25    | 16    | 17    |
| Лучка Река      | 465   | 377    | 406    | 368   | 251   | 151   |
| Мала Калудра    | 48    | 57     | 51     | 32    | 24    | 22    |
| Међеђи Поток    | 103   | 166    | 168    | 178   | 162   | 78    |
| Оклаце          | 410   | 429    | 449    | 418   | 264   | 166   |
| Падине          | 179   | 179    | 176    | 89    | 48    | 41    |
| Паруци          | 61    | 59     | 68     | 45    | 17    | 9     |
| Превлак         | 155   | 158    | 139    | 123   | 94    | 79    |
| Прелез          | 85    | 105    | 119    | 111   | 107   | 102   |
| Пресека         | 97    | 110    | 123    | 133   | 102   | 65    |
| Придворица      | 229   | 266    | 257    | 222   | 176   | 148   |
| Ранчиће         | 38    | 47     | 32     | 23    | 23    | 18    |
| Резала          | 171   | 256    | 292    | 264   | 49    | 22    |
| Рујиште         | 179   | 199    | 209    | 138   | 88    | 62    |
| Тушиће          | 224   | 259    | 251    | 181   | 136   | 49    |
| Угљаре          | 224   | 252    | 239    | 265   | 287   | 312   |
| Црепуља         | 237   | 256    | 223    | 192   | 141   | 106   |
| Чабра           | 450   | 520    | 536    | 650   | 775   | 1.187 |
| Чечево          | 254   | 273    | 267    | 210   | 186   | 117   |
| Чешановиће      | 106   | 128    | 130    | 98    | 63    | 34    |
| Читлук          | 117   | 130    | 144    | 131   | 121   | 132   |
| Шипово          | 82    | 105    | 91     | 67    | 36    | 15    |
| Штуоце          | 25    | 23     | 22     | 18    | 31    | 18    |
| УКУПНО          | 9.502 | 10.403 | 10.642 | 9.516 | 8.081 | 8.479 |

Према проценама Владе Косова за 2011. годину, Зубин Поток је имао 1.698 домаћинстава и 6.616 становника. У извештају ОЕБС-а за 2015. годину Зубин Поток је имао 15.200 становника.
Етнички састав општине Зубин Поток, укључујући и интерно расељена лица:
| Демографија   |        |      |         |     |        |
| Година пописа | Срби   | %    | Албанци | %   | Укупно |
| 1991.         | 7.750  | 89   | 850     | 9,8 | 8.700  |
| 1999.         | 11.000 | 91,7 | 850     | 7,1 | 12.000 |
| 2015.         | 13.900 | 91,4 | 1.300   | 8,5 | 15.200 |

## Политика и привреда
Општински парламент има 31 одборника. Најјаче политичке странке су Демократска странка Србије са 19 одборника, Социјалистичка партија Србије са 9 одборника и Српска радикална Странка са 3 одборника (локални избори 11. маја 2008. године).
Општина Зубин Поток је одувек била пољопривредно подручје, са врло мало индустријских постројења. Већа постројења су Симпо, фабрика Иво Лола Рибар, Колашин Превоз, Јавор, Граде...
Главна саобраћајна веза је правац М-20 као део Јадранске Магистрале и пролази средином општине паралелно са језером и реком Ибар. У телекомуникацијама се користе мобилне мреже Србије које врло добро повезују удаљена села и око 90% површине општине је прекривено сигналом мреже, као и фиксна телефонија.
У општини постоји Дом Здравља и 7 амбуланта које се налазе у селима (једна је у Албанском селу Чабра).
Постоје 4 основне школе, 3 на српском језику и једна на албанском језику у селу Чабра. Постоји и једна средња школа и обданиште. Од јуна 2006. године је седиште Пољопривредног факултета Универзитета у Приштини пребачено у Зубин Поток.